# Kinderlandverschickung

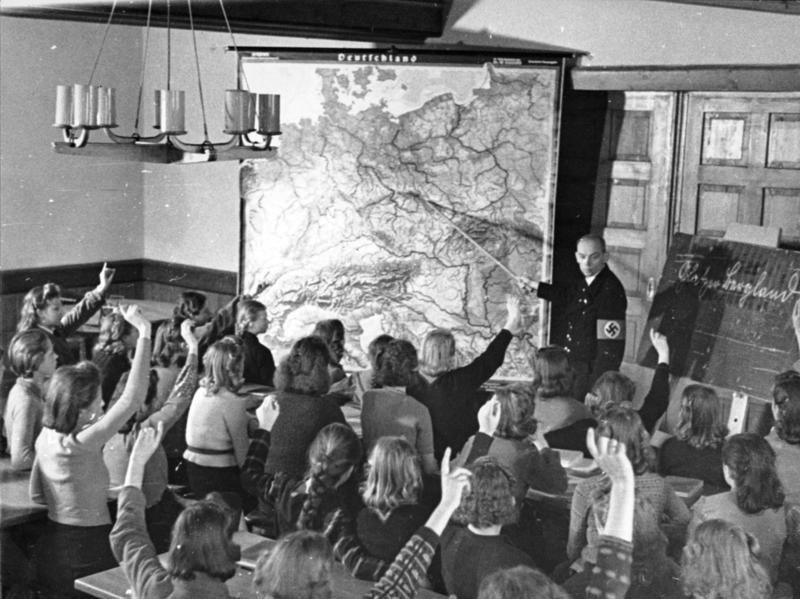
KLV-Lager Berliner Kinder in Hassitz bei Glatz während der Geographiestunde in einem der Klassenräume, Oktober 1940

Die Bezeichnung Kinderlandverschickung (KLV) wurde vor dem Zweiten Weltkrieg ausschließlich für die Erholungsverschickung von Kindern verwendet. Heute wird unter diesem Stichwort auch an die Erweiterte Kinderlandverschickung gedacht, bei der ab Oktober 1940 Schulkinder sowie Mütter mit Kleinkindern aus den vom Luftkrieg bedrohten deutschen Städten längerfristig in weniger gefährdeten Gebieten untergebracht wurden. Die „Reichsdienststelle KLV“ evakuierte bis Kriegsende insgesamt wahrscheinlich über 2.000.000 Kinder und versorgte dabei vermutlich 850.000 Schüler im Alter zwischen 10 und 14 Jahren, aber auch ältere in KLV-Lagern.
Es gibt zahlreiche und ausführliche Zeitzeugenberichte über das Leben in „KLV-Lagern“. Berichte über die „Mutter-und-Kind-Verschickung“, über die Unterbringung in Pflegefamilien oder bei Verwandten in „luftsicheren Gebieten“ sind selten. Die Forschungsliteratur zur Evakuierungsmaßnahme mit der Bezeichnung „Erweiterte Kinderlandverschickung“ war in ihrer Vielfalt insbesondere hinsichtlich der psychischen Kriegsfolgen im Jahr 2004 noch ergänzungsbedürftig.

## Kinderlandverschickung als Sozialfürsorge
Bereits seit Ende des 19. Jahrhunderts wurden bedürftige und gesundheitlich gefährdete Stadtkinder zu Erholungsaufenthalten in Pflegestellen aufs Land geschickt. Regional taucht schon damals vereinzelt die Bezeichnung „Kinderlandverschickung“ auf. Ab 1916 koordinierte eine „Reichszentrale Landaufenthalt für Stadtkinder“ mehrwöchige Ferienaufenthalte. 1923 wurden 488.000 Kinder verschickt. Durch das Hilfswerk Mutter und Kinder der Nationalsozialistischen Volkswohlfahrt (NSV) wurden solche Kinderlandverschickungen zum Beispiel ab 1933 in Würzburg durchgeführt, wobei vor allem Kinder aus den Räumen Düsseldorf, Köln und Saarland nach Unterfranken kamen. Ab 1934 nahmen jährlich etwa 650.000 Kinder bis 14 Jahren an der nun allgemein so genannten „Kinderlandverschickung“ teil. Derartige Erholungsverschickungen, die meist nicht länger als drei Wochen dauerten, wurden auch während des Zweiten Weltkrieges in verringertem Umfang weiter angeboten. Ab Mai 1933 schaltete sich die NSV als neu gegründeter Verein in der Funktion eines Staatsorgans neben einigen verbliebenen Wohlfahrtsorganisationen in die Wohlfahrtspflege und Jugendhilfe sowie Volksgesundheit ein. Ab 1940 organisierte sie die Kinderlandverschickung für Kinder unter zehn Jahren.

## Erweiterte Kinderlandverschickung
Als man eine Evakuierung von Schulkindern aus „luftgefährdeten Gebieten“ vorbereitete, griff man auf die Erfahrungen zurück, die man bei der Erholungsverschickung gemacht hatte. Die Quellen geben keine Auskunft darüber, wer die Pläne für eine Evakuierungsaktion entwickelte und vorantrieb. Belegbar ist, dass Adolf Hitler selbst eingriff und die Aktion auslöste. Zu diesem Zeitpunkt wurde klar, dass die britische Regierung nicht zur Kapitulation bereit war und – wie ein erster schwerer Luftangriff vom 24. September 1940 zeigte – selbst Berlin von Bombern der Royal Air Force erreicht wurde.
Überwiegend wird beim Stichwort „Erweiterte Kinderlandverschickung“ an die Evakuierung von zehn- bis vierzehnjährigen Schülern gedacht. Organisatorisch und personell war die Hitlerjugend (HJ) dafür zuständig. Die Schüler lebten – oftmals gemeinsam mit ihren Klassenkameraden – mehrere Monate lang von ihren Familien getrennt und verbrachten eine wichtige Phase ihrer Entwicklung in einem KLV-Lager.
Unter derselben Bezeichnung liefen aber auch drei weitere Evakuierungsaktionen, die einen größeren Personenkreis erfassten. Die Nationalsozialistische Volkswohlfahrt (NSV) war zuständig für eine „Mutter-und-Kind-Verschickung“, bei der Mütter mit Kleinkindern zusammen mit älteren Geschwistern in sicheren Gebieten bei Gastfamilien aufgenommen wurden. Ebenfalls von der NSV organisiert und staatlich finanziert wurde eine Aktion, bei der eine große Anzahl von Grundschülern im Alter bis zu zehn Jahren in „Pflegefamilien“ untergebracht wurden. Ferner wurde bei Kindern jeden Alters die langfristige private „Verschickung zu Verwandten“ gefördert; dabei sorgte die NSV für Transportmöglichkeiten und trug die Fahrtkosten.
Am 27. September 1940 schrieb Reichsleiter Martin Bormann in einem vertraulichen Rundschreiben:

„Auf Anordnung des Führers werden Kinder aus Gebieten, die immer wieder nächtliche Luftalarme haben, zunächst insbesondere aus Hamburg und Berlin, auf Grund freier Entschließung der Erziehungsberechtigten in die übrigen Gebiete des Reiches verschickt. Mit der Durchführung dieser Maßnahmen hat der Führer Reichsleiter Baldur von Schirach beauftragt […] Die NSV übernimmt die Verschickung der noch nicht schulpflichtigen Kinder und der Kinder der ersten vier Schuljahrgänge; die HJ übernimmt die Unterbringung vom 5. Schuljahre an. Die Unterbringungsaktion beginnt am Donnerstag, den 3. Oktober 1940.“

Die Bezeichnung „Evakuierung“ wurde vermieden; beschönigend wurde nur von „Unterbringungsaktion“ und später von „Erweiterter Kinderlandverschickung“ gesprochen. Die Bevölkerung aber durchschaute diese verschleiernde Sprachregelung. Die geheimen Lageberichte des Sicherheitsdienstes der SS, die sogenannten Meldungen aus dem Reich, stellten zusammenfassend fest, es werde in der Bevölkerung von der „Evakuierung luftgefährdeter Großstädte“ und einer „getarnten Zwangsevakuierung“ gesprochen. Die Führung erwarte „offenbar noch sehr schwere Schläge“. Insgesamt hätten die Gerüchte eine „außerordentlich abträgliche Psychose“ erzeugt.
Martin Bormann legte daraufhin im Auftrag Hitlers dar, dass keine heftigeren Luftangriffe zu erwarten seien. Verschickt werden sollten auf freiwilliger Basis vordringlich Kinder aus Laubenkolonien, die nachts in ungeheizten Luftschutzräumen oder weit entfernten Bunkern Schutz suchen müssten.
Wenig später wurden Städte wie Dortmund, Essen, Köln und Düsseldorf in das Programm einbezogen und auch aus Schleswig-Holstein, Niedersachsen und Westfalen wurden Kinder nach Baden-Württemberg,  Bayern, Sachsen und Ostpreußen in Sicherheit gebracht.
Nach Schätzungen waren Anfang 1941 schon bis zu 300.000 Kinder evakuiert; mehr als die Hälfte von ihnen befand sich in einem von rund 2.000 KLV-Lagern.

## Organisation und Aufnahmegebiete
Oberste Verantwortung besaß die „Reichsdienststelle Kinderlandverschickung“, eine Dienststelle der Reichsjugendführung in Berlin. Baldur von Schirach ernannte Helmut Möckel zum Leiter, der bis 1943 amtierte.
Entsprechend der üblichen polykratischen Organisationsstruktur von nationalsozialistischen Institutionen überlappten sich die Kompetenzbereiche: Beteiligt waren neben der Hitlerjugend mit der Reichsjugendführung das Reichsministerium für Wissenschaft, Erziehung und Volksbildung mit Bernhard Rust an der Spitze, die Nationalsozialistische Volkswohlfahrt (NSV) unter Erich Hilgenfeldt und bis 1943 der Nationalsozialistische Lehrerbund mit Fritz Wächtler.
Als Aufnahmegebiete werden für das Jahr 1941 unter anderem die Bayrische Ostmark, Salzburg, die Steiermark, ferner Westpreußen, Pommern, Schlesien sowie das Sudetenland, die Slowakei und das Wartheland aufgeführt. Auch sichere Länder wie Ungarn, das damalige Protektorat Böhmen und Mähren oder Dänemark waren Zielorte für „eine Auslese der nach Haltung und Leistung einwandfreien Jugendlichen, damit diese das deutsche Ansehen im Ausland würdig verträten.“ Manche dieser Aufnahmegebiete lagen später selbst in Reichweite fortentwickelter Bombenflugzeuge. Verstärkt wurden nun auch ländliche Unterkünfte im Nahbereich gefährdeter Großstädte genutzt; für 1943 werden als Aufnahmegebiete auch die Mark Brandenburg, Schleswig-Holstein sowie der Harz für Schüler aus Braunschweig genannt. Dies kam offenbar den Wünschen der Eltern entgegen, die ihre Kinder lieber in erreichbarer Nähe wissen wollten.

## KLV-Lager

### Auswahl der Teilnehmer
In ein KLV-Lager sollten nur Kinder aufgenommen werden, die nicht an Infektionskrankheiten litten. Epileptiker, chronische Bettnässer und „schwer erziehbare asoziale Jugendliche“ wurden zurückgewiesen. Ab 1941 fanden daher in der Regel vor der Abfahrt eine schulärztliche Untersuchung sowie eine Befragung der Lehrer statt.
„Jüdische Mischlinge zweiten Grades“, die nach den Ausführungsbestimmungen der Nürnberger Gesetze vielfach den „Deutschblütigen“ gleichgestellt waren und sogar der Hitler-Jugend beitreten konnten, waren nicht zugelassen. Erst im November 1943 wurde diese Vorschrift aufgehoben.

### Teilnehmerzahlen
Die statistischen Unterlagen der Berliner Reichsdienststelle KLV sind vernichtet worden. Aus anderen Quellen lassen sich Zahlen bis zum Jahre 1942 ablesen, weitere Teilnehmerzahlen können nur mittelbar über Angaben aus dem Reichsfinanzministerium oder der Schulbehörden rekonstruiert werden. Die in der Literatur genannten Schätzwerte für die Zahl der in KLV-Lagern untergebrachten Kinder gehen weit auseinander und reichen von 850.000 bis 2.800.000. Viele Argumente sprechen für den niedrigsten Wert.
Die Auswertung zeigt einen steilen Anstieg der Zahl der in KLV-Lager verschickten Kinder bis zum Höhepunkt im Juli 1941. In diesem Monat hielten sich 171.079 Schüler in einem Lager auf. Bis Ende 1941 halbierte sich diese Zahl nahezu. Im Jahre 1942 hielten sich kaum mehr als 50.000 Kinder in KLV-Lagern auf. Für das Jahr 1943 ist wieder ein Anstieg der Verschickungszahlen anzunehmen, da nun Schulen mit allen Klassen verlegt werden sollten. Für die beiden letzten Kriegsjahre zeigen regionale Zahlen übereinstimmend eine sinkende Tendenz an. Gerhard Kock stellt als Ergebnis seiner Forschungen heraus:

„Entgegen der naheliegenden Vermutung, dass die Eltern ihre Kinder in der physischen Sicherheit der KLV-Lager wissen wollten, sank die Bereitschaft zur Teilnahme an der Verschickung mit zunehmender Kriegsdauer.“

In den letzten Kriegsjahren waren viele Aufnahmegebiete, die vordem Sicherheit vor den Bombenangriffen geboten hatten, nunmehr auch vom Luftkrieg betroffen. Randlagen von Großstädten und nahegelegene Gemeinden boten vergleichbaren Schutz. Viele Eltern wollten in diesen unsicheren Zeiten ihr Kind nicht in die Ferne schicken, zumal die eingeschränkten Verkehrsverbindungen einen regelmäßigen Kontakt kaum zuließen.

### Aufenthaltsdauer
Die nationalsozialistische Führung rechnete mit einem baldigen siegreichen Ende des Krieges und glaubte, die Evakuierung in wenigen Wochen beenden zu können. Tatsächlich dauerte es aber sechs Monate, bis die ersten Kinder aus dem Lager zu ihren Eltern zurückkehrten. Ab Mitte 1941 wurden bei anstehenden Transporten die Eltern darauf hingewiesen, dass die Verschickung sechs bis neun Monate dauere und eine vorzeitige Rückholung grundsätzlich verboten sei. Falls die Eltern nicht ausdrücklich widersprachen, konnte sich ein weiterer KLV-Lageraufenthalt anschließen. Zumal in den letzten Kriegsjahren verbrachten manche Kinder mehr als 18 Monate ununterbrochen im Lager.
Beurlaubungen waren an bestimmte Ereignisse wie zum Beispiel einen Fronturlaub des Vaters gebunden. Heimreisen zu Weihnachten sollten unterbleiben; diese Anordnung wurde aber offenbar nicht immer befolgt. Besuche der Eltern waren anfangs offiziell nicht erlaubt. Manche Eltern nannten dieses Verbot als Grund für die Entscheidung, ihr Kind nicht mitzuschicken. Daher wurden ab 1943 „Elternbesuchstage“ eingerichtet und Sonderzüge bereitgestellt.

### Aufnahmekapazitäten
Die einzelnen KLV-Lager, deren Zahl sich nach Schätzungen im Laufe der Kriegsjahre auf rund 5000 erhöhte, waren höchst unterschiedlich. Es gab KLV-Hauptlager der Erweiterten Kinderlandverschickung mit über 1000 Teilnehmern und Lager mit nur 18 Schülern. Die Aufnahmekapazitäten richteten sich nach den jeweiligen Orten der Unterbringung: Ein KLV-Lager konnte im Luxushotel, in einer Jugendherberge, in einem Kloster, in einer unbeheizbaren Gaststätte oder in einer abgelegenen Dorfschule ohne fließendes Wasser untergebracht sein. In seltenen Fällen gab es „offene KLV-Lager“, in denen Schüler bei Familien untergebracht und in der Freizeit von der örtlichen HJ betreut wurden.
Anfangs wurde nur darauf geachtet, gleichaltrige Schüler in einem KLV-Lager zusammenzufassen. Später wurde angestrebt, ganze Schulgemeinschaften zu evakuieren oder zumindest vollständige Klassen zusammen mit ihrem Klassenleiter zu verschicken.

### Organisation der Lager
Einheitlich war die Organisationsstruktur der KLV-Lager. Die Lagergemeinschaften waren nach Geschlechtern getrennt. Der Lagerleiter war ein Lehrer, der auch für den Unterricht im Lager verantwortlich war. Für 30 bis 45 Schüler wurde von der HJ-Führung ein Lagermannschaftsführer bzw. eine Lagermädelführerin zugeteilt. Diese regelten den Tagesablauf vom Flaggenappell bis zum (auch hier so genannten) Zapfenstreich sowie den Hitlerjugend-Dienst. Der Lehrer hatte zwar als Lagerleiter die oberste Befehlsgewalt in allen Lagerangelegenheiten, das Lagerleben selbst aber war stark von jugendlichen Lagermannschaftsführern bestimmt.
Diese waren häufig Oberschüler im Alter von 17 oder 18 Jahren, welche für drei bis vier Monate von ihrer Stammschule abgeordnet und in einem zweiwöchigen Kurs auf ihre Aufgabe vorbereitet wurden. Nach sechs Wochen Einsatz war eine zweitägige Nachschulung vorgesehen. Überwacht wurden die KLV-Lager durch Inspektoren, Standortbeauftragte und Bannbeauftragte der HJ-Führung.

### Tagesablauf
Die „Reichsdienststelle KLV“ gab den Rahmen für den Tagesablauf vor. Danach begann der Tag im Sommer um 6.30 Uhr mit Wecken, Waschen, Bettenlüften, Stubendienst und Gesundheitsappell. Um 7.30 Uhr folgten Begrüßungsspruch und Frühstück. Für den Unterricht waren vier Zeitstunden vorgesehen. Sonntags standen ein Flaggenappell und eine Morgenfeier auf dem Plan. Nach dem Mittagessen und einer Ruhestunde begann ein zeitlich straff durchorganisiertes Programm, das nur durch das Abendessen unterbrochen wurde. Je nach Altersgruppe sollte die Nachtruhe zwischen 21.00 und 21.30 Uhr eintreten.
Die Qualität des Unterrichts war von der Zahl der mitverschickten Fachlehrer und damit von der Größe des Lagers abhängig. Am Ende des mehrmonatigen Aufenthaltes stellten die Lehrer „Leistungsbescheinigungen“ aus, in denen eine Versetzung befürwortet werden konnte. Anstelle von Ferien und einer Heimreise zu den Eltern gab es eine dreiwöchige unterrichtsfreie Zeit im Lager.

### Das Lager als Erziehungsform

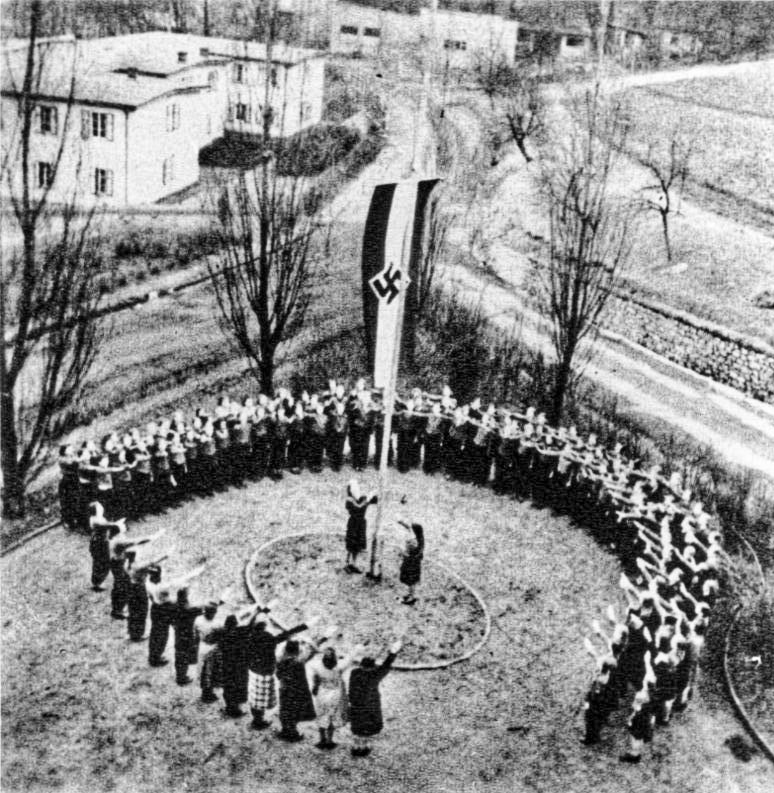
Flaggenappell in einem KLV-Lager

Ziel der gesamten Evakuierungsaktion war es, die Sorgen der Bevölkerung vor Luftangriffen zu zerstreuen und verschickte Kinder und Jugendliche vor Bomben zu bewahren. Als Nebeneffekt konnten nun zurückbleibende Mütter für kriegswichtige Arbeiten freigestellt werden. Zum ideologischen Konzept der Nationalsozialisten passte aber auch die Lagererziehung, die eine individuelle Erziehung durch Elternhaus und Halbtagsschule ablösen sollte.
Der Reichsminister für Wissenschaft, Erziehung und Volksbildung Bernhard Rust erklärte 1934, zum Nationalsozialisten werde man durch „Lager und Kolonne“. Rudolf Benze, Ministerialrat im selben Ministerium, benannte 1936 als wesentliches Ziel einer nationalpolitischen „Formationserziehung“ das gefühlsmäßig verinnerlichte Gebot, die individuellen Bedürfnisse zugunsten einer Volksgemeinschaft unterzuordnen. Neben dem Gemeinschaftserlebnis bei Massenveranstaltungen, Fackelzügen und Kundgebungen dienten die Schulungslager der verschiedenen NS-Gliederungen diesem Ziel. Die Vielzahl von Lagern war kaum überschaubar: Reichsarbeitsdienstlager, Landjahrlager, Lehrerschulungslager, Wehrertüchtigungslager, Lager für Gerichtsreferendare und Hochschullehrer, Lager für die Umsiedlerjugend und Gemeinschaftslager der Hitlerjugend. Ein streng geregelter Tagesablauf, Uniformierung, ausgeprägte Kommandostrukturen und Unterwerfungsrituale, Sport als Leibesertüchtigung, Geländeübungen, Marschkolonnen und symbolträchtige Feierstunden waren wichtige Elemente dieser nationalsozialistisch ausgerichteten Erziehung.
Im Amtlichen Organ des Jugendführers des deutschen Reiches wurde 1943 unverhohlen ausgesprochen, welche Einflussmöglichkeiten sich eröffneten: „Die Einrichtung der KLV-Lager bietet die Möglichkeit, Jugendlichen in großem Rahmen und für längere Zeit total zu erziehen. Schulische Arbeit, HJ-Dienst und Freizeit lassen sich hier erzieherisch gleichmäßig beeinflussen.“
Es sind nur Bruchstücke des Schulungsmaterials für KLV-Leiter als Quelle erhalten geblieben. Danach war die Lagererziehung auf Ordnung und Disziplin, Befehl und Gehorsam aufzubauen; als sprachliches Vorbild galt ein militärischer Jargon. Für das Ziel, die jungen Menschen zu begeisterten und zu bedingungslosen Nationalsozialisten zu formen, wurden Fahnenappelle, weihevolle Feierstunden, das Singen nationalsozialistischer Kampflieder und der Gemeinschaftsbesuch von Kino-Wochenschauen instrumentalisiert. Härtetraining, Kampfsport, Geländespiele, Marschieren und Schießen dienten in Jungenlagern der Wehrertüchtigung.

### Kirchlicher Widerstand
Schon im Februar 1941 sprachen die geheimen SD-Berichte von einer „kirchlichen Gegenpropaganda“ und Gerüchten: Bei der kostenlosen „Erweiterten Kinderlandverschickung“ käme es dem Staat nicht darauf an, die Kinder in Sicherheit zu bringen, sondern sie ihren Eltern zu entfremden und im Lager eine religionslose Erziehung zu schaffen. Auch der warnende Hirtenbrief des Bischofs Clemens August Graf von Galen, dass die Kinder in den Lagern ohne jede kirchlich-religiöse Betreuung blieben, habe einen deutlichen Rückgang der Meldungen zur erweiterten Kinderlandverschickung zur Folge gehabt.
Formal gab es für Teilnehmer im KLV-Lager die Möglichkeit, sonntags einen Gottesdienst zu besuchen. Auch durfte in einigen Klassenstufen nach geltender Stundentafel Religionsunterricht erteilt werden. Ein kirchenfeindlich eingestellter Nationalsozialist konnte diese Bestimmungen leicht unterlaufen: Kein Lehrer war gezwungen, Religionsunterricht zu erteilen; am Sonntagmorgen konnte der Lagermannschaftsführer ein attraktives Freizeitvergnügen anbieten.

### Widerstand von Eltern
Als Vorteile der KLV stellte die Propaganda den Erholungswert heraus, die gute Ernährung, den unbeeinträchtigten Nachtschlaf, einen ungestörten Unterrichtsbetrieb und die Gemeinschaftserziehung im Lager. Die Unterbringung war kostenlos und entlastete die Haushaltskasse der Eltern. Trotzdem traf die Verschickung in KLV-Lager auf Vorbehalte und blieb gar „bis zum Ende des Krieges eine unpopuläre Maßnahme“. In einem SD-Bericht vom 25. Oktober 1943, also nach den verheerenden Luftangriffen auf Hamburg, wurde festgestellt:

„Trotz aller Werbeaktionen […] besteht bei dem weitaus überwiegenden Teil der Elternschaft eine starke Ablehnung gegen die Kinderlandverschickung unter Trennung vom Elternhaus. […] Von den z. Zt. etwa 70.000 in Hamburg anwesenden Schulkindern haben sich nur 1.400 für eine Verschickung bereit erklärt. […] Es macht sich überall eine starke Tendenz bemerkbar, die Kinder in die Heimatorte zurückzuholen.“

Die Eltern begründeten demnach ihre ablehnende Haltung mit Befürchtungen, die Kinder würden ihnen entfremdet, man rechne nunmehr mit jahrelanger Trennung, ein Besuch in weit entfernten Gebieten sei schwierig, und man habe auch von mangelhafter Verpflegung, schlechter Unterbringung und Behandlung gehört.
Der Grundsatz der Freiwilligkeit wurde formal nicht eingeschränkt. Dies war jedoch unvereinbar mit einem Erlass Schirachs vom 15. Juni 1943, der die geschlossene Verlegung von Schulen anordnete, um keine zurückbleibenden Schüler auf andere Klassen verteilen oder in Sammelschulen unterrichten zu müssen. Zunehmend gerieten Eltern unter Erklärungszwang und Druck, wenn sie ihr Kind nicht mitschicken wollten. Lokale Instanzen behaupteten fälschlich, eine Beschulung im Ort sei nicht vorgesehen, oder drohten mit einer Abschulung aus weiterführenden Schulen.

### Rückführung am Ende des Krieges
Zeitzeugen berichten von verspäteten und überhastet durchgeführten Auflösungen ihres KLV-Lagers. Manchmal war eine geordnete Rückführung nicht mehr möglich, weil Transportmittel fehlten, manchmal verhinderten Kampfhandlungen die Heimfahrt. In einigen Fällen mussten sich Schüler alleine oder in kleinen Gruppen selbst zu ihren Eltern durchschlagen. Die verallgemeinernde Behauptung, dass die Organisation bei Kriegsende gänzlich zusammengebrochen war und Millionen von Kindern in den Lagern festsaßen, wird von anderen Historikern bestritten. In der Forschungsliteratur ist dieser Teil bislang unzureichend aufgearbeitet. Regionalgeschichtliche Quellen sind nur ausnahmsweise wissenschaftlich ausgewertet und nicht ohne Weiteres übertragbar.
In Hamburg, das von der Operation Gomorrha betroffen war, kam es zu scharfen Auseinandersetzungen zwischen den Verantwortlichen der Schulbehörde und HJ-Vertretern, die eine Rückführung ablehnten. Zumindest die Vierzehnjährigen sollten beim Nahen des Feindes weiter in andere Lager marschieren. Bei diesem Konflikt setzte sich die Schulbehörde schließlich durch und konnte fast alle Schüler aus den KLV-Lagern in Schleswig-Holstein und Mecklenburg rechtzeitig vor der kampflosen Übergabe der Stadt heimholen. Die geordnete Rückführung von Schülern aus 26 KLV-Lagern im tschechischen Grenzgebiet und im Gau Bayreuth war nicht mehr möglich. Am 3. Mai 1945 wurde die Verwaltung der Hamburger KLV dem Jugendamt übertragen, alsbald aber von der Schulverwaltung übernommen. Diese sah sich Vorwürfen, Drohungen und Verzweiflungsausbrüchen von Eltern gegenüber. Eine frühe Inspektionsfahrt brachte als Ergebnis:

„Im großen und ganzen war die Lage zufriedenstellend bis auf das tschechische Grenzgebiet im Böhmerwald, wo die Lager zum Teil ausgewiesen oder geflüchtet und auf den Treck gegangen waren. […] Viele geschlossene Lager waren durch Verteilung der Kinder bei Bauern aufgelockert worden. […] Leider waren einige Jungen vor oder nach der Feindbesetzung aus den Lagern eigenmächtig entwichen und hatten sich auf den Trampweg nach Hamburg gemacht.“

Insgesamt wurden durch die – nach kurzem Zwischenspiel wieder eingesetzte – KLV-Dienststelle in der Schulbehörde von Juli bis Dezember 1945 schätzungsweise 4.000 Hamburger Schüler mit ihren Lehrern zurückgeführt. Die Mehrheit der jüngeren Kinder, die noch in Familienpflegestellen untergebracht waren, blieb bis zum Frühjahr 1946 bei den Gastfamilien.

## Unterbringung in Familien
Im Rahmen der Kinderlandverschickung war die Nationalsozialistische Volkswohlfahrt (NSV) zuständig für alle Kinder unter zehn Jahren.
Bis Mitte 1942 liegen zuverlässige Zahlen vor. Demnach sind rund 202.000 Mütter mit 347.000 Kindern in Sonderzügen aus den „luftgefährdeten Gebieten“ abtransportiert worden. Nach Schätzungen wurden bis Kriegsende insgesamt etwa 850.000 Kinder im Grundschulalter evakuiert. Bei dieser Zahlenangabe sind jedoch Doppelzählungen nicht auszuschließen, möglicherweise sind auch Kinder einbezogen, die langfristig bei Verwandten untergebracht wurden und für die Reise einen Sonderzug der NSV benutzten.

### Mutter-und-Kind-Verschickung
Die „Mutter-und-Kind-Verschickung“ richtete sich an Mütter mit Kleinkindern bis zu drei Jahren. Diese Altersbegrenzung wurde später auf sechs Jahre angehoben; ältere Geschwister konnten mitgenommen werden. Die meisten Mütter wurden bei Gastfamilien untergebracht, die dafür eine staatliche Aufenthaltsentschädigung sowie erhöhte Lebensmittelzuteilung erhielten. Das Angebot der Mutter-und-Kind-Verschickung wurde gerne in Anspruch genommen, so dass die Organisatoren eine zeitliche Begrenzung auf sechs Monate erwogen. Es erschien bald jedoch widersinnig, die Evakuierten in die von Luftangriffen immer stärker betroffenen Gebiete zurückzuschicken.
Die unterschiedlichen Lebensgewohnheiten von Städtern und ländlichen Gastfamilien erschwerten das Zusammenleben. Klagen gab es über mangelnde Mithilfe im Haushalt oder in der Landwirtschaft. Die Großstädter wurden als zu anspruchsvoll wahrgenommen und konnten sich angeblich finanziell alles leisten. Ein Kostenbeitrag wurde den gastweise aufgenommenen Müttern erst ab 1943 abverlangt. Derartige Schwierigkeiten traten nicht in NSV-eigenen Heimen auf, die jedoch nicht annähernd über die erforderlichen Plätze verfügten und werdenden Müttern sowie Müttern mit Säuglingen vorbehalten wurden.
Durch die Mutter-und-Kind-Verschickung wurde nicht nur erreicht, dass die Kinder durch nächtliche Luftangriffe unbeeinträchtigt blieben und die im Krieg stehenden Väter beruhigt sein konnten. Der städtische Wohnraum, den die verschickten Familien freigemacht hatten, wurde zunehmend von kriegswichtigen Betrieben als Ausweichquartier für ausgebombte Facharbeiter beansprucht.

### Verschickung in Pflegefamilien
Schulpflichtige Kinder im Alter von sechs bis zehn Jahren brachte die NSV in Familienpflegestellen unter. Ab 1943 wurde gelegentlich auch ältere Schüler in Pflegefamilien aufgenommen. Die Verschickungsdauer war für ein halbes Jahr geplant, konnte aber nach einem Heimaturlaub mehrfach verlängert werden. Die Gastfamilien erhielten neben den Lebensmittelkarten einen Kostenbeitrag von täglich zwei Reichsmark von der NSV.
Viele Eltern sahen die Verschickung zu Pflegefamilien als verlängerte Erholungsverschickung an. Das Angebot wurde bereitwillig genutzt, zumal anfangs der Glaube an einen raschen „Endsieg“ eine kurze Trennungszeit in Aussicht zu stellen schien.
Die Schüler besuchten die öffentliche Schule des Aufnahmeortes. Falls die Kapazität nicht ausreichte, wurden eigene Klassen eingerichtet und im Schichtbetrieb unterrichtet; aus dem Entsendegebiet wurden dann Lehrer dorthin abgeordnet. Schwierigkeiten ergaben sich, wenn eine Landschule nur ein- oder zweiklassig geführt wurde, also Kinder unterschiedlicher Klassenstufen in einem Raum unterrichtet wurden. Vielfach gab es Widerstände von Eltern, die befürchteten, ihr Kind könne dort nicht genug lernen. Deshalb versuchten die Organisatoren, möglichst gleichaltrige Kinder gemeinsam an einen Ort zu schicken, um daraus eine eigene Klasse zu bilden.

### Verschickung zu Verwandten
Eine große Anzahl von Kindern wurde privat zu Verwandten verschickt. Oft fuhren Mütter mit. Die NSV stellte Sonderzüge zusammen, bei deren Nutzung die Fahrkosten entfielen.
Die Unterbringung bei Verwandten wurde offenbar in den letzten Kriegsjahren rege genutzt. Eltern mussten nicht Gegner des Regimes sein oder treue Kirchgänger, die die ideologische Beeinflussung im KLV-Lager ablehnten, um es als Vorteil einzuschätzen, ihr Kind bei Verwandten in guten Händen zu wissen. Sie konnten ihr Kind nach Belieben besuchen oder es kurzfristig zurückholen, wenn die Lage sich änderte.  Carsten Kressel deutet das Zusammenrücken der Familien bei gleichzeitiger Ablehnung staatlicher Evakuierungsangebote als einen „Emanzipationsvorgang der Bevölkerung“, der angesichts der traditionellen Obrigkeitsgläubigkeit und Machtfülle der Partei besonders hervorzuheben sei.
Über das Ausmaß dieser privaten Evakuierungsmaßnahmen gibt es bislang keine gesicherten Erkenntnisse. Die NSV konnte nur die Kinder und Jugendlichen in ihrer Statistik erfassen, für die sie Plätze in Sondertransporten bereitstellte.

## Deutungen
Überwiegend schildern Zeitzeugen, die einen Teil ihrer Kindheit in einem KLV-Lager verbrachten, diese Zeit als heiteres und unbeschwertes Zusammenleben in der Gemeinschaft Gleichaltriger, überschattet lediglich vom „Heimweh“. Lobend werden eine intensiv erlebte Kameradschaft, größere Selbstverantwortung und enge Bindungen an die Lehrer erwähnt. Eine politische Indoktrination hätten sie nicht verspürt, und auch in der Rückschau verdichtet sich diese damals empfundene Wahrnehmung meist zum festgefügten Urteil.
Seltener berichten Zeitzeugen hingegen von Demütigungen und Schikanen, denen sie selbst oder andere als unsportliche „Schwächlinge“, als Kirchgänger oder gehemmte Außenseiter ausgesetzt waren. Jost Hermand beklagt strapazenreiche Wehrsportübungen, ständigen Drill, eine permanente aufdringliche Indoktrination und die „Verrohung in der Horde“ mit einer Hackordnung, in der Schwächere schonungslos niedergemacht worden seien.
Ehemalige Funktionäre, beteiligte Lehrer und Lagermannschaftsführer loben die „Erweiterte Kinderlandverschickung“ überwiegend als „umfangreiches humanitäres und soziales Werk“, bescheinigen sich selbst Opferbereitschaft und ein großes pädagogisches Engagement und bestreiten eine ideologische Beeinflussung der ihnen anvertrauten Jugendlichen.
Viele ehemalige Teilnehmer an KLV-Lagern bestätigen diese Behauptung und beteuern, in ihrem Lager habe es eine ideologische Beeinflussung nicht gegeben:

„Politische Schulungen wurden fast gar nicht durchgeführt. Gepflegt wurde hauptsächlich: Kameradschaft und das Zusammengehörigkeitsgefühl, für jemanden dasein.“

„Ich erinnere mich nicht, dass man uns bewusst auf Politik getrimmt hat. Vielleicht hat man es ja so geschickt gemacht, dass wir das gar nicht so schnell gemerkt haben. […] Wir haben ja nie etwas anderes gekannt.“

Im Einzelfall werden solche Urteile zutreffen, als Verallgemeinerung widersprechen sie jedoch den erklärten Absichten der Machthaber und stellen die vom Nationalsozialismus begeisterten HJ-Führer als einflusslos dar. Eva Gehrken weist darauf hin, dass die Zeitzeugen schon vor ihrem Lagerleben systemkonforme Einstellungen, Wertvorstellungen und Normen unreflektiert übernommen hätten. Daher sei den meisten von ihnen eine ideologische Ausrichtung nicht als etwas Außergewöhnliches aufgefallen und spiegele lediglich „eine subjektive Realitätsauffassung“.
Das verbreitete Meinungsbild zur Kinderlandverschickung stellt die humanitären Aspekte in den Vordergrund, hebt die Fürsorge um das Leben der Kinder sowie die Opferbereitschaft von Eltern und Betreuern hervor und mündet im Urteil: „Die KLV war eine gute Tat“. Es wird darauf verwiesen, dass schätzungsweise 74.000 Kinder bei Bombenangriffen ums Leben kamen. Überlebende Kinder, die an der vom Krieg weniger betroffenen Kinderlandverschickung nicht teilnahmen, seien von den kriegstraumatischen Erlebnissen mit Spätfolgen nachhaltiger belastet als KLV-Kinder.
Ausgeblendet wird bei dieser positiven Bewertung jedoch, dass die Schüler im KLV-Lager während einer prägenden Lebensphase abgeschirmt einer nationalsozialistisch bestimmten Erziehung ausgesetzt waren. Kock urteilt, als Luftschutzmaßnahme habe die KLV ihr Ziel nicht erreicht, da es den Verantwortlichen nicht gelungen sei, alle Eltern dafür zu gewinnen. Hätte die „Erweiterte Kinderlandverschickung“ einen ähnlichen Charakter gehabt wie die erst 1943 installierte „Verwandtenverschickung“, dann wären mit der Aktion mehr Kinder aus den Städten in sichere Reichsteile gebracht und damit vor feindlichen Bomben bewahrt worden.

## Kinder-Evakuierung in anderen Ländern
Auch die anderen vom Bombenkrieg betroffenen Länder führten staatliche Evakuierungsprogramme für Kinder durch.

### Vereinigtes Königreich
Schon während der Sudetenkrise 1938 waren Evakuierungsmaßnahmen angelaufen; die Kinder wurden aber alsbald wieder zurückgeholt. Zwei Tage vor Kriegsausbruch lief im Vereinigten Königreich eine groß angelegte Evakuierung von Schulkindern an. Sie wurden mit ihren Lehrern verschickt. Die Regierung gestand ein, dass die Flugabwehrmaßnahmen keinen zuverlässigen Schutz boten – anders als in Deutschland, wo verkündet wurde, die eigene Luftabwehr sei undurchdringbar. Unausgesprochen diente die rasch organisierte Evakuierung auch dem Nebenzweck, einer unkontrollierten Fluchtbewegung entgegenzuwirken, die eine Landesverteidigung bei einer befürchteten Invasion stark behindert hätte.
Eine frühe Bedarfsschätzung der Verwaltung belief sich auf Plätze für vier Millionen Evakuierte; tatsächlich überstieg die Zahl der gleichzeitig evakuierten Personen jedoch niemals die Grenze von zwei Millionen. Im September 1939 waren 827.000 Schulkinder und 525.000 Mütter samt Kleinkindern aus bedrohten Städten evakuiert worden. Sofern keine Verwandten eine Zufluchtsmöglichkeit bieten konnten, wurden sie bei Gastfamilien auf dem Lande untergebracht. Die Zahlen schwankten stark und hingen vom tatsächlichen Verlauf des Luftkrieges wie auch von der allgemeinen Einschätzung der Gefährdungslage ab. Im August 1940 war die Anzahl der Evakuierten auf 438.000 bzw. 64.000 gesunken, stieg dann im Februar 1941 auf 492.000 und 586.000 an und erreichte nach deutlichem Rückgang im Juni 1944 beim Einsetzen der V2-Angriffe wieder einen Höhepunkt.
Anders als in Deutschland wurde die Evakuierung im Vereinigten Königreich lediglich als vorübergehende Schutzmaßnahme angesehen. Die angebotene Fluchtmöglichkeit schaffte Beruhigung und war eine freiwillig wählbare Option, die nicht auf längere Dauer angelegt war und flexibel genutzt wurde. Die Gastfamilien erhielten eine Entschädigung, deren Höhe staatlich festgelegt wurde. Zwangseinweisungen waren möglich, mussten aber selten durchgesetzt werden.
Eine Evakuierung von Kindern nach Übersee wurde erwogen und als Children’s Overseas Reception Board eingeleitet. Diese Aktion wurde abgebrochen, nachdem am 18. September 1940 ein deutsches U-Boot das Transportschiff City of Benares versenkt hatte.
Mehrere sozialstaatliche Reformvorhaben wurden in England während des Krieges entwickelt und nach dem Krieg von der Labour-Regierung unter Clement Attlee umgesetzt. Bis in die 1980er Jahre herrschte die These vor, in erster Linie habe die erste Evakuierungswelle diese Planungen ausgelöst, weil sie das soziale Elend der Kinder aus den Großstadt-Slums drastisch sichtbar gemacht habe.

### Japan
Aufgrund der immer massiveren amerikanischen Luftangriffe beschloss die Regierung des japanischen Kaiserreiches im Juni 1944, Schüler der dritten bis sechsten Schulklassen aus den großen Städten zu evakuieren. Wer keine Verwandten auf dem Land hatte, wurde auf Antrag der Erziehungsberechtigten in Unterkünfte gebracht, die vom Staat in Tempeln, Landgaststätten und ähnlichen Orten eingerichtet wurden. In der ersten Phase des Evakuierungsprogramms wurden etwa 360.000 Kinder zusammen mit ihren Lehrern aus den 13 Stadtgebieten Tokio, Yokohama, Kawasaki, Yokosuka, Osaka, Kōbe, Amagasaki, Nagoya, Moji, Kokura, Tobata, Wakamatsu und Yahata (letztere fünf heute Kitakyūshū) in über 7000 Unterkünfte verbracht. Im März 1945 wurde das Programm auf jüngere Kinder ausgeweitet.
Das staatliche Budget für das Evakuierungsprogramm betrug 1944 100 Millionen Yen, 1945 wurde es auf 140 Millionen erhöht. Diese Beträge waren jedoch für die Versorgung und Unterbringung so vieler Kinder unzureichend. Es wurde von den Eltern erwartet, ihre Kinder finanziell oder mit Lebensmitteln zu unterstützen. Außerdem mussten viele der Kinder für ihre Gastgeber arbeiten.

### Weiterführende Literatur
- Oliver Kersten: Die (erweiterte) Kinderlandverschickung (KLV). In: Ders.: Die Nationalsozialistische Volkswohlfahrt insbesondere im Zweiten Weltkrieg. Magisterarbeit am Friedrich-Meinecke-Institut der Freien Universität Berlin 1993. 160 Bl., S. 49–54. Standorte: SAPMO-Bundesarchiv Bibliothek Berlin und Friedrich-Meinecke-Institut der Freien Universität Berlin (nicht eingesehen)